# Silla plegable

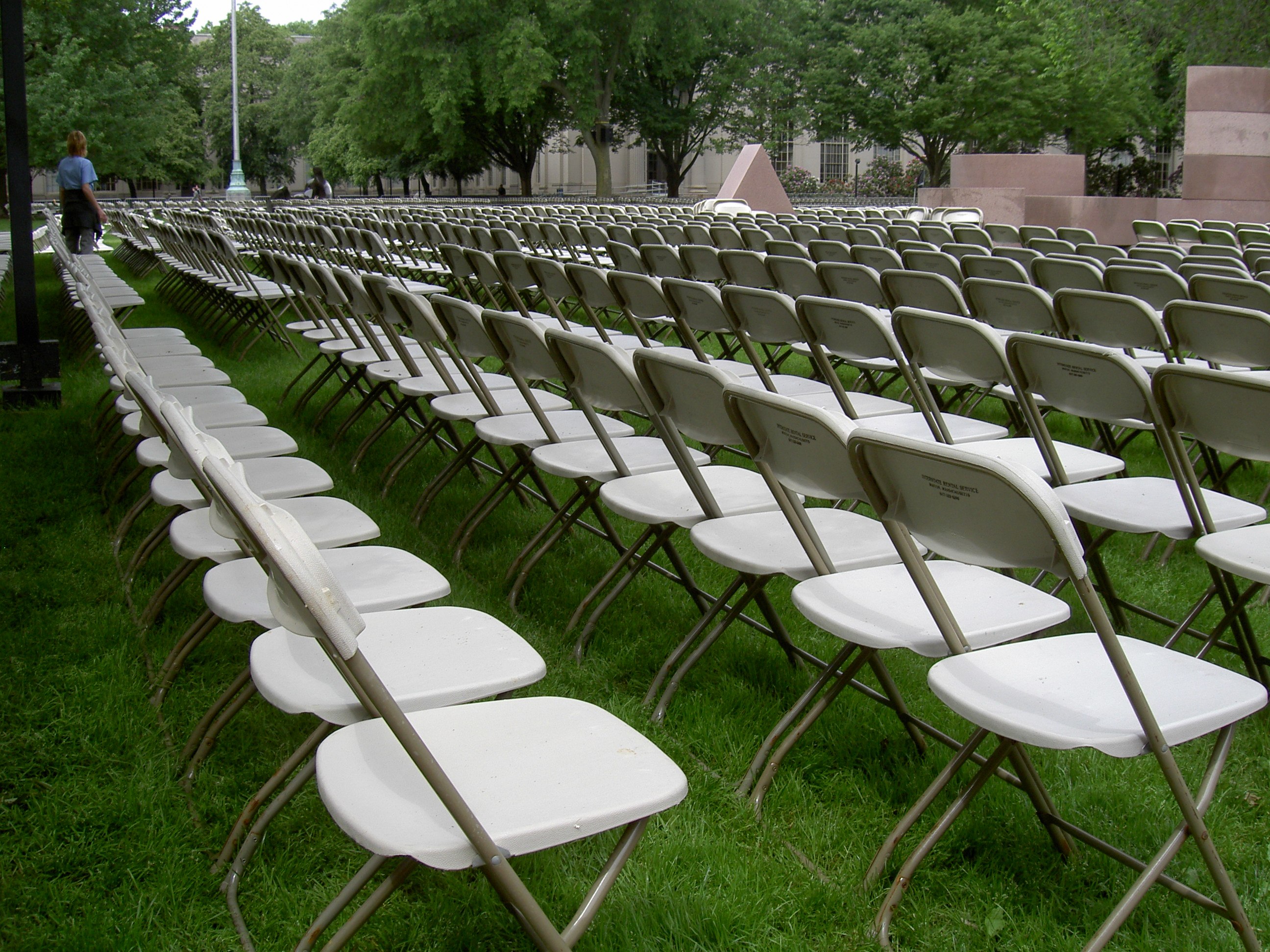
Sillas plegables con estructura en X dispuestas para un evento ocasional al aire libre del Instituto Tecnológico de Massachusetts.

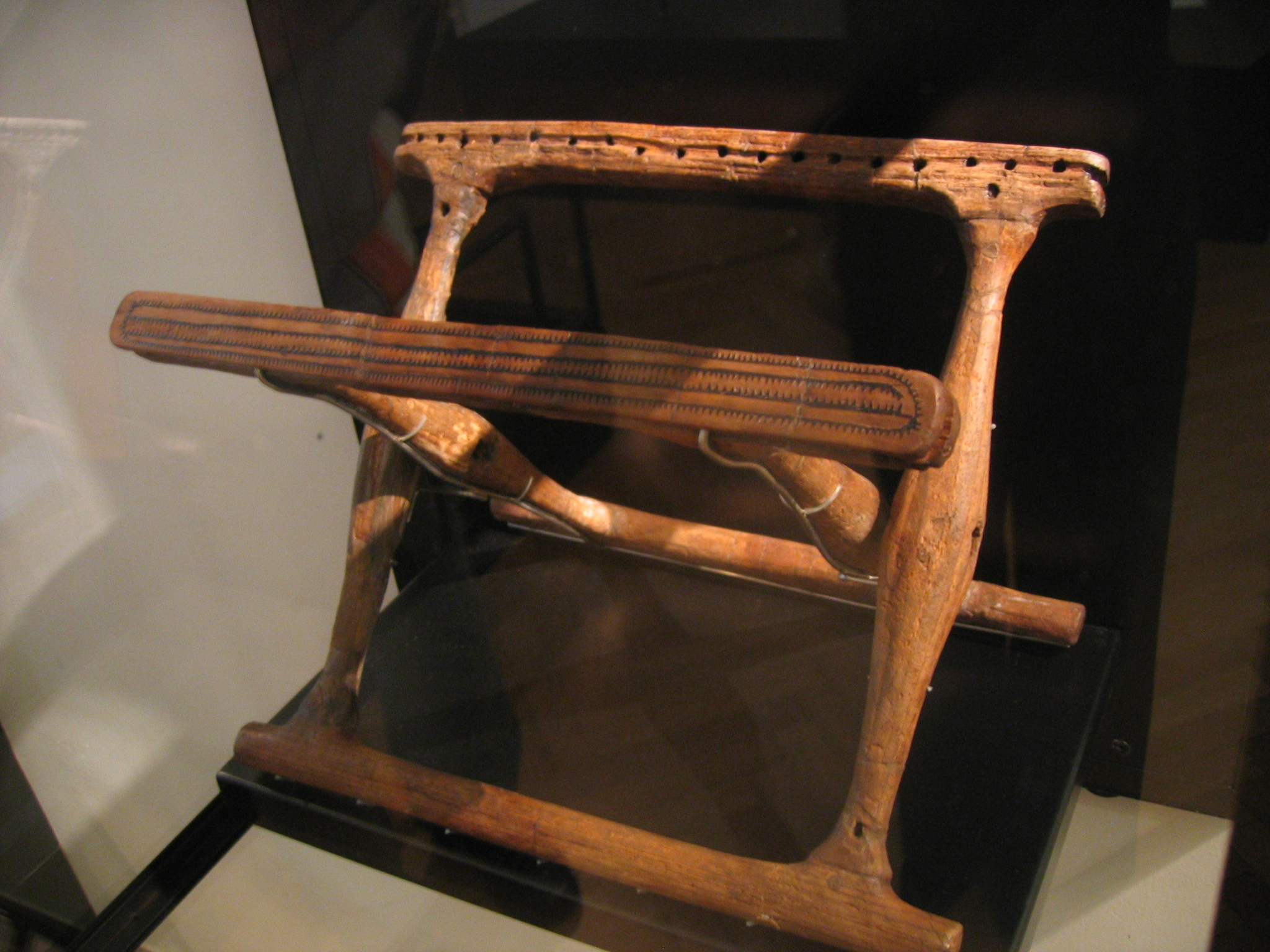
Plegado de Guldhøj, Dinamarca (Edad del Bronce).

Una silla plegable es un tipo de asiento liviano y portátil, que puede ser almacenada junto a otras iguales en una pila, fila o en un carro especialmente diseñado para este propósito. Por lo general, son utilizadas para dar asiento a una gran cantidad de personas en un lugar donde los asientos no son prácticos o permanentes. Esto incluye principalmente grandes eventos culturales, tanto en interiores como exteriores, como funerales, graduaciones, ceremonias religiosas y juegos o competencias deportivas. En el ámbito privado, las sillas plegables son usadas para transportarlas fácilmente, o para viajes y campamentos, o para cualquier situación social que requiera asientos adicionales, como fiestas, juegos de carta o asientos temporarios en la mesa.

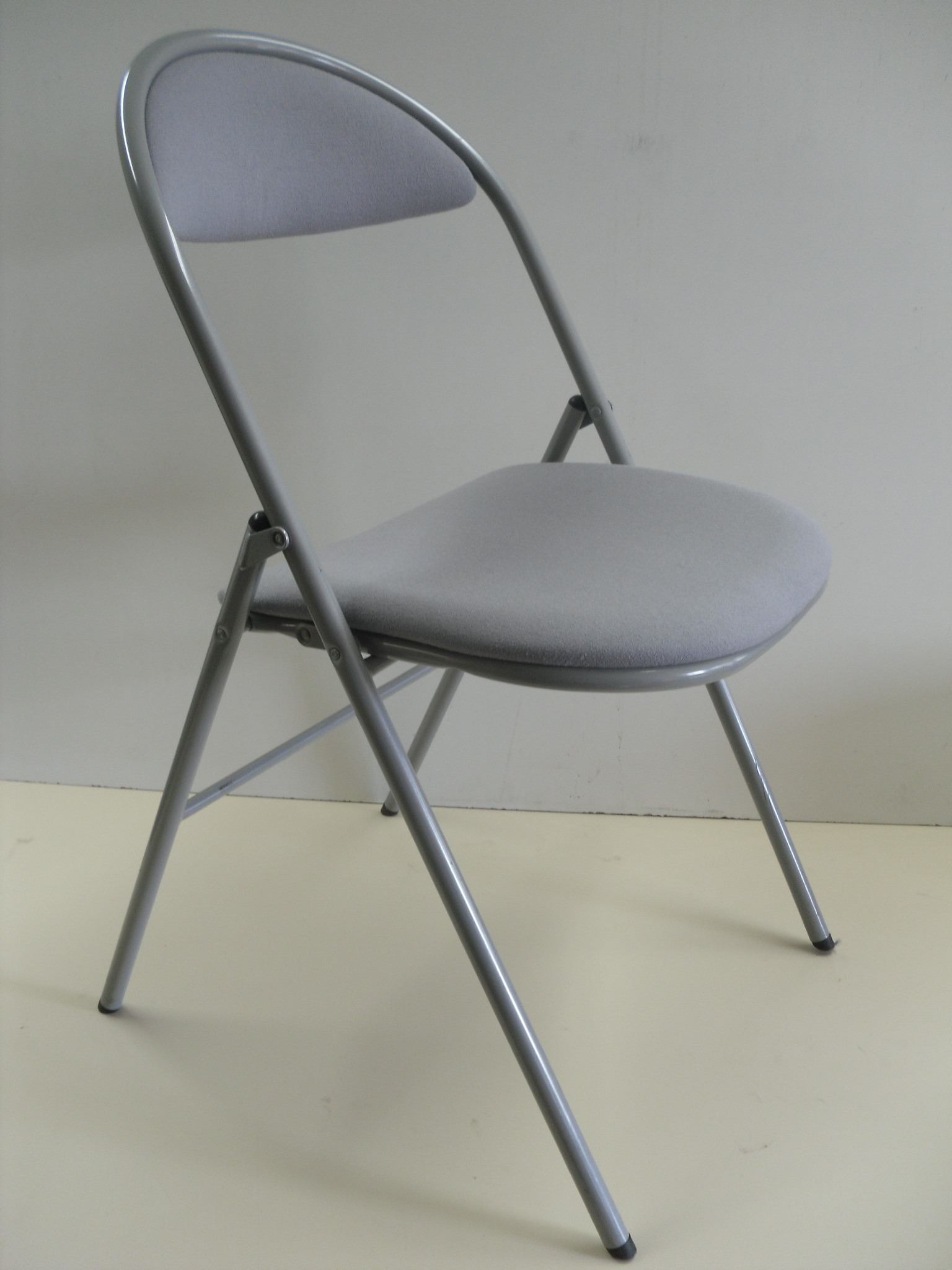
Asiento plegable para uso profesional "Plichaise".

Las sillas plegables ya se utilizaban en el Antiguo Egipto, Grecia y Roma. La silla de trono del magistrado romano era una plegable, al igual que la del emperador. La estructura estaba hecha principalmente de madera, y rara vez de metal. La madera era decorada con incrustaciones, tallados artísticos, elementos dorados y decoraciones de marfil.
Actualmente, son construidas de los más diversos materiales, como tubos y chapa de acero, madera y plástico, y se han adaptado a los diferentes usos, funciones y entornos.